# Misión Cluster

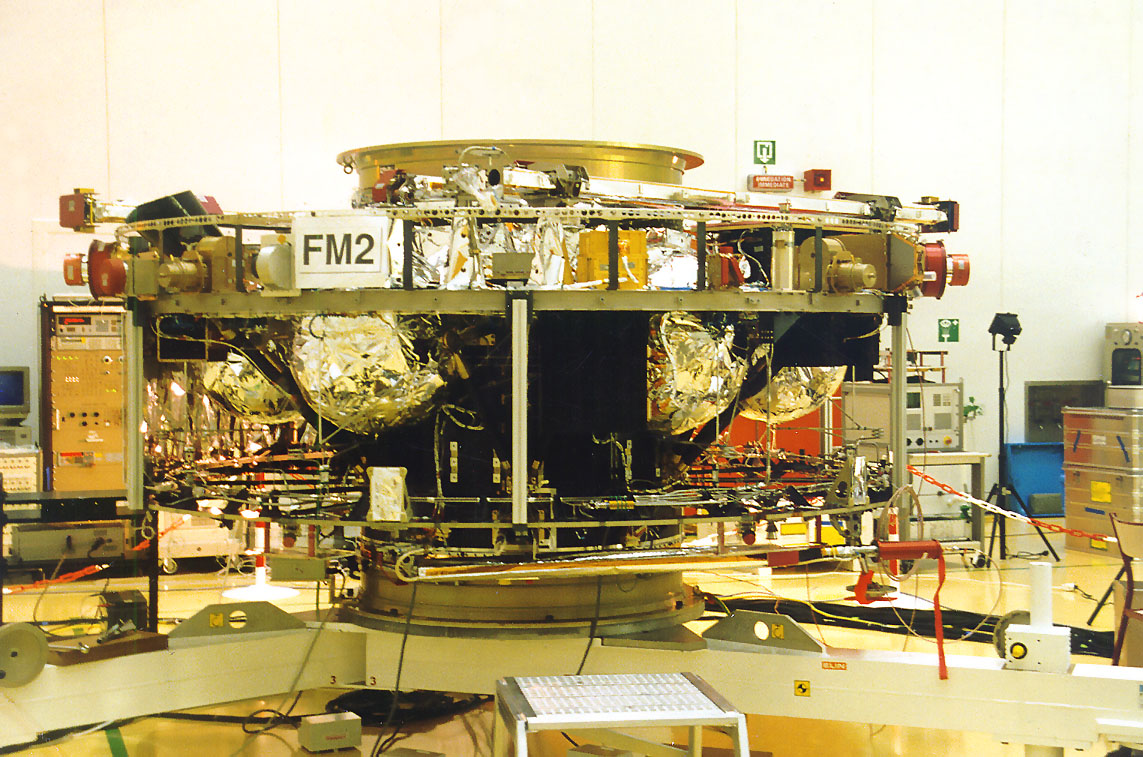
El satélite Cluster en periodo de pruebas (1995)

La misión Cluster es una misión espacial no tripulada de la Agencia Espacial Europea (ESA) que estudia la magnetosfera terrestre usando cuatro sondas idénticas que orbitan la Tierra en formación tetraédrica. Las cuatro sondas Cluster originales se perdieron al fallar el lanzamiento del Ariane 5 el 4 de junio de 1996. Desde el primer momento tras el fallo se propuso lanzar un quinto satélite Cluster (llamado Phoenix), pero por temor a no conseguir los resultados científicos esperados, finalmente se construyeron cuatro nuevas sondas Cluster. Éstas, iguales a las malogradas sondas originales, fueron lanzadas en 2000 por un cohete Soyuz-Fregat.

## La misión: 4 satélites, 4 dimensiones
La constelación de satélites investiga la magnetósfera de la Tierra, la capa de la atmósfera que nos protege del viento solar. Los satélites FM5 a FM8 (FM1 a FM4 fueron los que se perdieron en el lanzamiento fallido de 1996) recogen datos sobre la colisión del viento solar con el campo magnético de la tierra en tres dimensiones, como varían estos datos con el tiempo y los efectos que se producen en la atmósfera terrestre, como por ejemplo, las auroras.
Uno de los objetivos de la misión es predecir el tiempo espacial y las interrupciones en las comunicaciones con los satélites causadas por el viento solar.
Los satélites tienen forma cilíndrica (290 × 130 cm) y rotan unas 15 veces por minuto. Sus paneles solares los proveen de unos 224 vatios para sus instrumentos y para las comunicaciones.

### Lanzamientos en julio y agosto de 2000
El 16 de julio un cohete Soyuz-Fregat se lanzó desde el cosmódromo de Baikonur con dos de los satélites Cluster (llamados Salsa y Samba)en su interior, hasta una órbita a 19 000 km de altura. Los satélites usaron sus propios sistemas de propulsión para alcanzar una órbita a 119 000 km en tan solo 57 horas.
Tres semanas después, el 9 de agosto de 2000, otro cohete Soyuz-Fregat despegó para desplegar las dos sondas Cluster hasta órbitas similares.
Las cuatro sondas maniobran formando varias formas geométricas para estudiar las características magnéticas de la atmósfera superior. El propelente usado en estas maniobras ha hecho que el peso total de las sondas se ha reducido a la mitad tras el lanzamiento.

### Constelación Cluster desde finales de 2003
En diciembre de 2003 las cuatro Cluster formaron una estructura piramidal de unos 200 kilómetros de separación entre ellas, distancia que se ha extendido durante 2005 varios cientos de kilómetros más.
Las órbitas tan elípticas que tienen cada uno de los satélites, los lleva a muchas regiones distintas de la magnetosfera, permitiéndoles estudiar diferentes efectos magnéticos:
- partículas cargadas
- campos eléctrico y magnético
- interacciones entre las partículas cargadas del viento solar y el campo magnético terrestre

## Misión "Double Star"
A finales de 2003 y mediados de 2004, China lanzó sus satélites Double Star que trabajan de forma conjunta con Cluster, realizando medidas simultáneas con distancias mucho mayores.